# Los Angeles Open 1978
Il Los Angeles Open 1978 è stato un torneo di tennis giocato sul sintetico indoor a Los Angeles negli Stati Uniti. È stata la 52ª edizione del torneo, che fa parte del Colgate-Palmolive Grand Prix 1978. Si è giocato dal 18 al 24 settembre 1978.

## Campioni

### Singolare
Arthur Ashe ha battuto in finale  Brian Gottfried con il punteggio di 7–6 7–6

### Doppio
John Alexander /  Phil Dent hanno battuto in finale  Fred McNair /  Raúl Ramírez con il punteggio di 6–3, 7–6